# Belmont (Sutton)
Belmont is een wijk in het Londense bestuurlijke gebied Sutton, in de regio Groot-Londen.

## Verkeer en vervoer
De wijk heeft een gelijknamig spoorwegstation.

## Geboren
- James Hunt (1947-1993), autocoureur